# Robert Hankey, II barone Hankey
Robert Maurice Alers Hankey, II barone Hankey (4 luglio 1905 – 28 ottobre 1996), è stato un diplomatico inglese.

## Biografia
Era il figlio di Maurice Hankey, I barone Hankey, e di sua moglie, Adeline de Smidt, figlia di Abraham de Smidt. Studiò a Rugby e al New College, Oxford.

## Carriera
Nel 1949 è stato nominato incaricato d'affari in Spagna, incarico che ha ricoperto fino al 1951, e poi servì come ministro per l'Ungheria (1951-1953). È stato ambasciatore in Svezia. Fu anche un delegato dell'Organizzazione per la cooperazione economica (ribattezzata Organizzazione per la cooperazione e lo sviluppo economico (OCSE) nel 1961) (1960-1965). Succede al padre nella baronia nel 1963 e prese il suo posto nella Camera dei lord. 
Hankey è stato anche direttore della Alliance Building Society (1970-1983) e Presidente della Società anglo-svedese (1970).

## Matrimoni

### Primo Matrimonio
Sposò, il 27 settembre 1930, Frances Stuart-Menteth (10 giugno 1907-31 dicembre 1957), figlia di Walter Stuart-Menteth. Ebbero quattro figli:
- Juliet Alers Hankey (15 ottobre 1931), sposò Peter Alchin, ebbero tre figli;
- Adele Bevyl Alers Hankey (31 luglio 1933), sposò Erik Emil Anggard, ebbero tre figli;
- Donald Hankey, III barone Hankey (12 giugno 1938);
- Alexander Maurice Alers Hankey (18 agosto 1947), sposò Deborah Benson, non ebbero figli.

### Secondo Matrimonio
Sposò, il 2 ottobre 1962, Joanna Riddall Wright (?-1991), figlia del reverendo James Johnston Wright. Non ebbero figli.

### Terzo Matrimonio
Sposò, nel 1992, Aline Stephanie Paulet King, figlia di Percy King. Non ebbero figli.

## Morte
Morì il 28 ottobre 1996, all'età di 91 anni.